# Nicotine+
Nicotine+ is een computerprogramma waarmee bestanden gedeeld kunnen worden via het Soulseek-P2P-netwerk. Het is geschreven in de programmeertaal Python en maakt gebruik van PyGTK-2. Het is een fork van Nicotine.
Nicotine+ kan gebruikt worden om te uploaden, downloaden, zoeken naar bestanden en chatten met andere Soulseek-gebruikers. Ook kan men zoals in de originele Soulseek een gebruikerslijst maken.
Nicotine+ is beschikbaar in de pakketbronnen van Ubuntu onder de naam Nicotine (zonder een +), omdat Nicotine zelf niet meer ontwikkeld wordt. Nicotine+ is vrijgegeven onder de GPL.